# 曼羅奇遇記
《曼羅奇遇記》（英語：The Book of Life）是一部於2014年上映的美國3D歌舞奇幻冒險動畫片。電影由Reel FX動畫工作室制作，二十世紀福斯發行。電影在美國於2014年10月17日上映。

## 劇情
故事敘述曼羅及瓦金是好朋友，但他們都愛上美麗勇敢的瑪麗亞。此時，掌管亡靈的兩天神希巴巴和穆厄德在他們身上下賭注，希巴巴怕自己會輸而作弊，令曼羅闖進被懷念者之地（The Land of the Remembered）...

## 角色
- 狄亞哥·盧納 配音 曼羅·桑切斯（Manolo Sánchez）[2]
- 柔伊·莎達娜 配音 瑪麗亞（María Posada）[2]
- 查尼·泰坦 配音 瓦金（Joaquín Mondragon Jr.）[2]
- 冰塊酷巴 配音 蠟燭匠（The Candle Maker）[2]
- 朗·帕爾曼 配音 希巴巴（Xibalba）[2]
- 凱特·德爾·卡斯蒂略（英语：Kate del Castillo） 配音 死亡聖神穆厄德（La Muerte）[2]
- 克麗絲汀娜·雅柏蓋特 配音 瑪麗·貝絲（Mary Beth）
- 赫克托·埃里仲杜 配音 卡洛斯·桑切斯（Carlos Sánchez）
- 丹尼·崔喬 配音 路易斯·桑切斯（Luis Sánchez）
- 卡洛斯·阿拉茲拉奎 配音 將軍拉米羅·波薩達（General Ramiro Posada）
- 安娜·狄拉·雷格拉 配音 卡門·桑切斯（Carmen Sánchez）
- 格蕾·德莱勒 配音 安妮塔·桑切斯奶奶（Grandma Anita Sanchez）
- 普拉西多·多明哥 配音 豪爾赫·桑切斯（Jorge Sánchez）
- 喬治·古提雷茲（英语：Jorge Gutierrez (animator)） 配音 卡梅隆·桑切斯（Carmelo Sánchez）
- 歐亨尼奧·德貝爾（英语：Eugenio Derbez） 配音 枯燥（Chato）
- 加布里埃爾·伊格萊西亞斯 配音 佩佩·羅德里格斯（Pepe Rodríguez）
- 安赫拉·約翰遜（英语：Anjelah Johnson） 配音 艾德麗塔（Adelita）
- 桑德拉·埃基化（英语：Sandra Equihua） 配音 斯嘉迪利塔（Scardelita）
- 丹·納瓦拉（英语：Dan Navarro） 配音 查卡爾（Chakal）
- 米格爾·桑多瓦爾（英语：Miguel Sandoval） 配音 回憶之地長官（The Land of the Remembered Captain）
- 里卡多·桑切斯 配音 巴勃羅·羅德里格斯（Pablo Rodriguez）
- 切奇·馬林 配音 潘喬·羅德里格斯（Pancho Rodríguez）
- 特雷·邦帕斯 配音 盧卡·拉米雷斯（Luka Ramirez）
- 肯尼迪·佩爾 配音 莎夏（Sasha）
- 伊莎特·沙瑪 配音 桑傑（Sanjay）
- 卡拉漢·克拉克 配音 珍妮（Jane）
- 埃里克·巴薩（英语：Eric Bauza） 配音 多明戈神父（Father Domingo）
- 阿倫·華納（英语：Aron Warner） 配音 湯瑪斯（Thomas）
- 特洛伊·埃文斯（英语：Troy Evans (actor)） 配音 海明威老人（Old Man Hemingway）
- 葛雷摩·戴托羅 配音 回憶之地長官太太（Land of the Remembered Captain's Wife）
- 布拉德·布克 配音 列車長（Train Conductor）

## 評價
爛番茄新鮮度82%，基於112條評論，平均分為7/10，而在Metacritic上得到67分，IMDB上得7.3分，獲得普遍好評。

## 續集
2017年6月，導演喬治·古提雷茲宣佈將推出《曼羅奇遇記2》。

## 外部連結
- 官方网站
- 互联网电影数据库（IMDb）上《曼羅奇遇記》的资料（英文）
- AllMovie上《曼羅奇遇記》的资料（英文）
- Box Office Mojo上《曼羅奇遇記》的資料（英文）
- 爛番茄上《曼羅奇遇記》的資料（英文）
- Metacritic上《曼羅奇遇記》的資料（英文）
- 開眼電影網上《曼羅奇遇記》的資料（繁體中文）
- 时光网上《曼羅奇遇記》的資料（简体中文）
- 豆瓣电影上《曼羅奇遇記》的資料 （简体中文）